# Gmina Jackson (hrabstwo Bremer)

Położenie Gminy Jackson w hrabstwie Bremer

Gmina Jackson (ang. Jackson Township) – gmina w USA, w stanie Iowa, w hrabstwie Bremer. Według danych z 2000 roku gmina miała 1 315 mieszkańców. 